# Ergasilus wareaglei
Ergasilus wareaglei är en kräftdjursart som beskrevs av S. K. Johnson 1971. Ergasilus wareaglei ingår i släktet Ergasilus och familjen Ergasilidae. Inga underarter finns listade i Catalogue of Life.